# Pere Alier i de Sanpera
Pere Alier i de Sanpera   (Barcelona, 16 de juny de 1903 - Barcelona, 25 de gener de 2000) era un empresari català, marquès de Les Franqueses, fill de Pere Alier i Amar (vegeu Ca l’Alier).

## Biografia
Durant el franquisme va ser president del Grup Sindical Provincial d'Indústries Papereres i el 1963 fou guardonar amb la creu de cavaller de l'Orde de Cisneros.
El 1956 fou cofundador i impulsor del Museu Molí Paperer de Capellades, i n'ha escrit l'opuscle La industria papelera y la unidad económica europea (1958). El 1996 va rebre la Creu de Sant Jordi.